# Anna Ampt
Anna Adriana Everdina Henrietta Ampt, född 1832, död 1885, var en nederländsk diktare, abolitionist och feminist.
Hon var abolitionist och deltog i den offentliga debatten om avskaffandet av slaveriet i Nederländska Surinam. Hon uppfattas ha haft en viss betydelse för den allmänna opinion i denna fråga, och slaveriet avskaffades 1863. Hon deltog också i den då nya debatten om en reform av kvinnors rättigheter, och stödde tanken att ge kvinnor utbildning i enlighet med den då rådande åsikten att det skulle höja deras moral. 